# Tientul Chico
Tientul Chico är en ort i Mexiko.   Den ligger i kommunen Tumbalá och delstaten Chiapas, i den sydöstra delen av landet, 800 km öster om huvudstaden Mexico City. Tientul Chico ligger 355 meter över havet och antalet invånare är 291.
Terrängen runt Tientul Chico är varierad. Runt Tientul Chico är det ganska glesbefolkat, med 42 invånare per kvadratkilometer. Närmaste större samhälle är Joshil, 18,8 km sydväst om Tientul Chico. Trakten runt Tientul Chico består till största delen av jordbruksmark.